# Good for You
"Good for You" é uma canção da artista musical estadunidense Selena Gomez, gravada para seu segundo álbum de estúdio Revival (2015). Conta com a participação do rapper compatriota ASAP Rocky, e foi composta por ambos em conjunto com Julia Michaels, Justin Tranter, Nick Monson e Nolan Lambroza, sendo produzida pelos dois últimos, com Dreamlab encarregando-se da produção vocal. Originalmente, Monson, Michaels e Tranter elaboraram a faixa em 45 minutos, durante uma sessão reservada pelo primeiro. Em seguida, Gomez recebeu-a através dos profissionais de artistas e repertório do trio e se envolveu totalmente em seu controle criativo, ajudando a desenvolvê-la como uma representação de seu processo de auto-realização, de sua confiança como uma jovem mulher, e de suas sensações de vulnerabilidade. Depois de Lambroza retrabalhá-lo, a intérprete enviou o tema para Rocky, que acrescentou novos instrumentos e o co-produziu com Hector Delgado, que responsabilizou-se pela produção vocal do rapper.
Após grande expectativa por parte da artista, "Good for You" foi lançada digitalmente em 22 de junho de 2015 através das gravadoras Interscope e Polydor, servindo como o single inicial do trabalho e como a primeira música da cantora comercializada com estas editoras. Uma canção amorosa e sentimental, é musicalmente derivada dos gêneros pop e R&B, apresentando um ritmo lento e uma batida hip hop melosa reminiscente a produções sulistas desse gênero. Sua produção ambiente contém pequenos ruídos sonoros, caixas de ritmos e instrumentos como percussão, um sintetizador "transparente" e "aerado" e um baixo "minimalista". Gomez apresenta vocais incaracteristicamente ofegantes na canção, notada por ser sua primeira colaboração com um rapper. Liricamente, a obra tem como temas principais psicodrama, intensidade e autoconfiança, e lida especificamente com agradação e ser o complemento perfeito para o parceiro. Rocky rima seus versos ao final da música, que são escritos a partir de uma perspectiva masculina e contêm braggadocio, palavrões e insinuações sexuais.
"Good for You" foi bem recebida por críticos musicais, que elogiaram sua produção minimalista, seu apelo sexual e os vocais ofegantes de Gomez, bem como a sua maturidade e seu crescimento artístico; alguns, no entanto, tiveram opiniões mistas em relação à participação de Rocky. Resenhistas também comparam a voz da artista com a de Lana Del Rey, Imogen Heap e Lorde, enquanto notaram semelhanças com trabalhos da primeira intérprete. Consequentemente, foi incluída em diversas listas compilando as melhores músicas do ano e indicada para as premiações Teen Choice Awards e MTV Video Music Awards. Em termos comerciais, a composição obteve um desempenho positivo, listando-se nas vinte primeiras colocações de países como Austrália, Áustria, Dinamarca, Espanha, França e Nova Zelândia. Nos Estados Unidos, debutou na nona posição da Billboard Hot 100 e veio a atingir o ápice no quinto posto, além de ter se tornado sua primeira música a culminar na Pop Songs.
O vídeo musical correspondente foi dirigido pela cineasta britânica Sophie Muller e estreou em telas da Times Square no dia 26 de junho de 2015. O trabalho usa uma edição nova e mais lenta de "Good for You", que omite os versos de Rocky e apresenta instrumentos de cordas. Destacado por suas cenas provocantes, o projeto apresenta uma premissa discreta, com Gomez fazendo poses em diversos locais e usando diferentes roupas casuais. Uma segunda versão foi posteriormente lançada apresentando a edição explícita do número e conta com a participação de Rocky, que interpreta seus versos com cenas da artista e de visuais dinâmicos ao fundo; tomadas inéditas também estão presentes nesta vertente. Ambos os vídeos foram criticamente bem recebidos, com profissionais elogiando a sensualidade da cantora e o crescimento em sua imagem artística, descrevendo o primeiro como o "mais íntimo" de Gomez até então e comparando-o com gravações audiovisuais de Del Rey. A divulgação da canção consistiu em entrevistas feitas para diversas rádios e poucas apresentações ao vivo, feitas em programas como o Today e na turnê Revival Tour (2016).

## Antecedentes e desenvolvimento

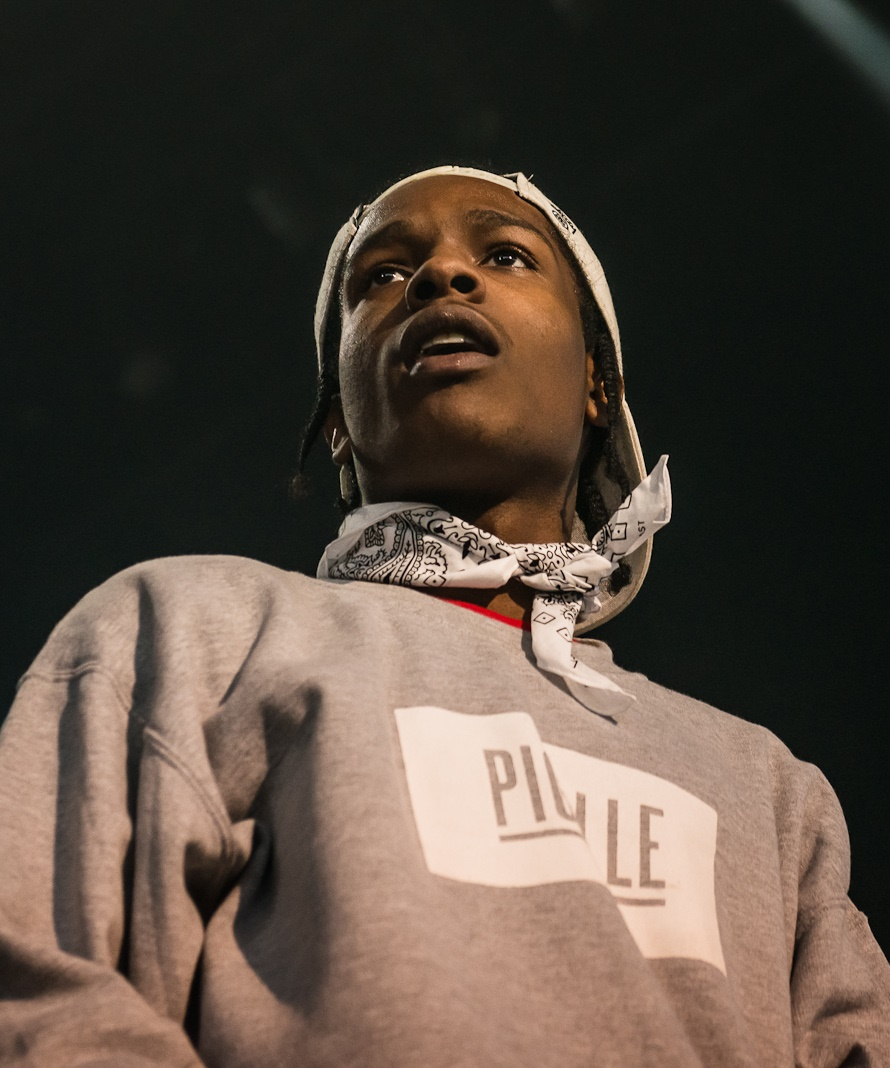
Além de fazer uma participação especial em "Good for You", o rapper ASAP Rocky (imagem) a co-produziu com seu frequente colaborador Hector Delgado usando a mesma técnica adotada na produção de seus discos.

O desenvolvimento de "Good for You" começou quando Nick Monson reservou uma sessão de duas horas com os compositores Julia Michaels e Justin Tranter para ajustar um de seus trabalhos. Depois de finalizarem tal em 45 minutos, eles decidiram usar o tempo restante para escreverem outra música para que não desperdiçassem o dinheiro que receberam com a sessão. "Good for You" foi composta durante esta sessão, em 45 minutos. Sua  elaboração começou com Monson tocando sua linha do baixo e colocando uma pressão nela antes de Michaels improvisar a linha de abertura "Estou em 14 quilates". As letras desenvolvidas por Julia foram inspiradas por seu namorado, que disse: "Julia, você nunca escreve nenhuma música alegre para mim. É meio triste". Ela respondeu que iria compor uma "canção boa" sobre ele, ao passo em que as letras de Tranter foram inspiradas por seu ex-namorado que o queria ver vestido de mulher. Depois de ouvirem "Good for You", os profissionais de artistas e repertório do trio sugeriam que a canção fosse gravada por Selena Gomez, apesar de Tranter ter pensado que ela seria "muito indie" para a artista. Eles enviaram a faixa para Gomez, que "enlouqueceu" por ser esta a direção artística exata que havia imaginado para seu segundo álbum de estúdio Revival. Ela a viu como "uma peça que era apenas tudo o que eu sinto que uma mulher deveria encarnar, mas não da maneira óbvia" e explicou para a iHeartRadio: "Eu acho que ela [a canção] define o tom perfeito para o disco porque é sensual, mas não tentando ser muito [sensual]. A faixa faz isso por si só. Ela representa as mulheres em um bom jeito. Eu acho que ela faz algo para uma mulher quando elas estão bonitas".
Descrita pela cantora como "um belo início para o álbum", "Good for You" foi a terceira obra recebida por ela desde a assinatura do contrato com sua nova gravadora Interscope, e foi gravada initerruptamente em 45 minutos nos Interscope Studios em Santa Mônica, Califórnia, sendo a segunda composição gravada para o disco. Gomez apresentou rachaduras em sua voz durante este processo já que a canção "tomou esta emoção que [ela] nunca percebeu que poderia ser tocada" e, no início da sessão, se cansou de pressionar a si mesma para um novo som e conceito para o disco. De acordo com a artista, esta gravação não possuía batidas e era "apenas um esqueleto de uma música". Nenhum som específico havia sido planejado para o tema até então, embora tenha sido sugerido que suas melodias suaves fossem mais pop — uma decisão com a qual Gomez discordou, acreditando que isso tiraria o foco de seus vocais. Ela se envolveu totalmente na direção criativa de "Good for You", escrevendo letras adicionais, e ajudou a desenvolvê-la para representar seu processo de auto-realização, sua confiança como uma jovem mulher, e suas sensações de vulnerabilidade. A obra formou parte de um álbum de transição que pudesse ser totalmente comandado pela musicista; Gomez disse para a MTV que esta era "a minha hora de aceitar quem eu sou, e eu não vou sentar em uma cadeira e falar sobre algo que não significa nada mais para mim" e, na mesma entrevista, discutiu seu envolvimento na música: "Esse foi o processo de composição em que eu estive mais criativamente envolvida... cada coisa que estou cantando remotamente é algo com o qual me relaciono e algo que eu acerto em cheio, e tive que escolher o que representaria o álbum e quem eu sou como um todo".
Após a sua gravação, a faixa foi retrabalhada por Nolan Lambroza, que aumentou seu ritmo. Inicialmente, a canção não apresentaria um artista convidado. Tendo uma paixão pelo hip hop, a artista ficou constrangida em não incorporar o gênero e colaborar com rappers em seus discos anteriores por causa de sua idade e de seus fãs jovens. Entretanto, com seu segundo álbum, ela reconsiderou esse pensamento. Fã deste gênero e do R&B, Gomez notou que "Good for You" possuía semelhanças à músicas destes estilos, principalmente em seu andamento, e sentiu que este era o som necessário para a obra. Na época, ela também era fã de At. Long. Last. ASAP (2015) do rapper ASAP Rocky, cujo gostou citou como "influente" em sua decisão de colaborar com ele, e pensou que o número apresentava um estilo adequado para a música de Rocky. Sua participação na canção aconteceu organicamente; a vocalista enviou-lhe uma mensagem de texto e mostrou a composição após receber seus contatos através de Lambroza e seus empresários. Ele respondeu positivamente, tendo literalmente "amado" a música e gravando seus vocais no dia seguinte nos Downtown Studios em Nova Iorque, os quais foram produzidos por seu frequente colaborador Hector Delgado. Esta marcou a primeira colaboração de Gomez com um rapper. Ela insistiu que Rocky deveria trabalhar mais na canção, e não fornecer apenas suas rimas. Consequentemente, ele e Delgado acrescentaram batidas e instrumentos, além de outros baixos e caixas. Embora "Good for You" seja uma canção pop, Rocky usou o mesmo processo de produção empregado em seus álbuns e, em entrevista para a MTV News, explicou: "Você acabou de entrar. Entre para mandar ver. Quero dizer, esse não era o tipo de música em que você deveria tentar entrar (...) Foi como se eu estivesse dizendo para ela, 'Tem certeza de que quer trabalhar comigo? Eu tenho que mudar a batida. Eu tenho que falar minhas rimas. Minhas animadas rimas". Falando sobre a participação do rapper, Gomez disse: "Eu estava totalmente preparada para um 'não, muito obrigado', então foi muito bom, e ele mudou parte da produção da canção, o que a fez ficar melhor, e eu deixei ele ter total liberdade com tudo. Foi muito divertido".

## Lançamento e capa
Originalmente, "Good for You" não havia sido planejada para ser o single inicial de Revival. Michaels e Tranter acharam que a música nunca seria lançada como tal "em um milhão de anos" e que era melhor como uma canção do álbum, mas Gomez insistiu: "Não, esse vai ser o meu primeiro single". O chefe executivo da Interscope John Janick também questionou sua força como faixa de trabalho inicial e a colaboração da artista com Rocky, a qual ele sentiu que poderia ser percebida como estranha. A intérprete não queria que o primeiro foco de promoção fosse "a canção óbvia e grande" e, em vez disso, quis que ele definisse o tom de seu segundo disco e uma nova fase em seu lado artístico. Em entrevista para a iHeartRadio, ela explicou: "Eu me tornei mais confortável com a minha sexualidade, com que eu som e com meu corpo, e me sinto muito orgulhosa disso. É por isso que foi essa música que deu início [aos trabalhos] do álbum". Consequentemente, além de ter servido como o primeiro single de Revival, a canção também foi a primeira de Gomez lançada com as gravadoras Interscope e Polydor. A artista criou expectativa para o lançamento da canção, divulgando diversas prévias em seu Instagram. Em 12 de junho de 2015, ela anunciou que a faixa seria lançada em 22 daquele mês.
Em 17 de junho seguinte, a participação de Rocky foi anunciada por um apresentador da rádio KDND. No dia seguinte, Gomez divulgou em seu Instagram um trecho falado, o qual jornalistas musicais acreditaram ser a introdução da obra. No trecho, ela diz: "Mas eu estou cega pelo sol. Eu renasci a cada momento, então quem sabe o que me tornarei?". Uma batida pesada formada por baixo antecedeu o trecho, que foi legendado pela artista com a frase "Eu sinto que posso exalar". De acordo com a editora da MTV News Christina Garibaldi, o trecho ecoou uma declaração feita anteriormente pela intérprete em seu Instagram na qual afirmou que seus fãs descobririam a verdade sobre o que ela estava experimentando em seu futuro disco. O tema foi ilegalmente divulgado em 20 de junho de 2015. Dois dias depois, foi lançado digitalmente em lojas virtuais como iTunes Store e Amazon, seguido de uma estreia radiofônica em estações da iHeartRadio; as rádios também tocaram a faixa a cada hora daquele dia, e a disponibilizaram em suas páginas na Internet. No dia seguinte, a faixa foi enviada para rádios mainstream estadunidenses, e foi adicionada para estações rhytmic em 7 de julho de 2015. A versão explícita do tema foi lançada para download digital em 19 de agosto de 2015, simultaneamente com a estreia do vídeo musical desta edição, e um conjunto de três remixes foi comercializado no mesmo formato em 9 do mês seguinte. Um remix feito por Phantoms foi disponibilizado catorze dias depois.
Gomez revelou a capa do single em 19 de junho de 2015. Na imagem, ela faz uma pose ousada em um banco de bar, na frente de uma parede branca. A artista apresenta uma aparência natural na foto, sendo vista sem sapatos e vestindo apenas uma camisa branca grande e fina, enquanto coloca as mãos em seu cabelo. Jonathan Borge da InStyle opinou que a foto foi o suficiente para lhe causar excitação. O escritor da Complex Eric Diep disse que a cantora "arrasou" na capa e sentiu que isso implicou que seu futuro disco substanciasse sua maturidade como artista. Para Mike Wass do Idolator a gravura foi uma oportunidade para Gomez manifestar maturidade, acrescentando que era "outra indicação de que a próxima fase de sua carreira virá como algo para chocar os fãs de longa data". Laura Beck da Cosmopolitan descreveu a capa como "insanamente sensual" e "maravilhosa", adicionando: "Tudo que essa garota precisa para parecer incrível é uma blusa e um banco. Impressionante". Juntamente com Wass, Corrine Heller do E! e Amanda Bell da MTV News elogiaram o apelo sexual da intérprete na imagem, enquanto outros editores prezaram a beleza e a simplicidade da fotografia.

## Composição
"Good for You" é uma canção derivada dos gêneros pop e R&B que infunde elementos dos estilos electro e hip hop em sua composição e apresenta um ritmo lento. Uma obra "obscura" e "restrita", representa um novo som para a artista e uma transição de suas faixas anteriores, que eram principalmente derivadas do pop. Incorpora também um som mais lento e minimalista, e compreende uma batida hip hop melosa e um refrão lento, que possui influências do R&B. Mikael Wood do Los Angeles Times escreveu que "melhor do que aumentar o ritmo, Gomez diminui a batida para um rastejo fraco que deve algo ao som lento do hip hop sulista moderno". Diversos críticos comparam o tema com trabalhos de Lana Del Rey.
A produção ambiente da faixa contém pequenos ruídos sonoros, estalar de dedos, caixas de ritmos e instrumentos como percussão, um sintetizador "transparente" e "aerado" e um baixo "minimalista". Sua produção foi notada por ser reminiscente à trabalhos da discografia de Rocky, nomeadamente At. Long. Last. ASAP. De acordo com a partitura publicada no Musicnotes.com pela The Royalty Network, "Good for You" é composta na chave de fá menor e possui um ritmo moderado que varia entre 88 e 92 batidas por minuto. Apresenta também uma sequência básica formada pelas notas fá menor, lá bemol maior, si bemol maior e mi bemol maior como sua progressão harmônica, exceto na ponte, que contém a sequência formada por dó sustenido maior, mi bemol maior e lá bemol maior e possui as linhas "Acredite em mim, eu posso te levar lá / Acredite em mim, acredite em mim, acredite em mim". Gomez interpreta a canção com vocais incaracteristicamente ofegantes, sussurrados, roucos, deliberados e lentos, enquanto utiliza técnicas de resmungos e crooning e um timbre melancólico. Seus vocais abrangem-se entre as notas de dó4 e si bemol4, e foram comparados com os de Del Rey, Imogen Heap e Lorde.
Liricamente, "Good for You" é uma canção amorosa e sentimental cujos temas principais são psicodrama, intensidade e autoconfiança, com Gomez cantando o gancho "Porque eu quero ficar bonita para você / Bonita para você" como um fundamento. De acordo com Gomez, a faixa "representa as mulheres em uma boa maneira" e "faz algo para uma mulher quando elas estão bonitas". Em entrevista para a People, ela disse: "Essa música representa a confiança que eu tenho de verdade dentro de mim, e eu acho que é o lado vulnerável que eu expressei [nela], mas é também a combinação de me sentir eu mesma". Diversas linhas atribuem sílabas como significados de poesia, nomeadamente "Vou deixar esse vestido amarrotado no chão" e "Deixar minha pele no ritmo do seu coração". As letras interpretadas pela cantora lidam especificamente com a agradação e ser o complemento perfeito para o parceiro, evidenciado em versos como "Vou usar aquele vestido apertado que você gosta / Fazer um penteado bem bonito". Ela também referencia o mito grego de Midas e a loja de joalherias Tiffany & Co nas linhas "Estou agindo como Midas" e "Estou de brilhantes marquise / Sou um brilhante marquise / Poderia deixar a Tiffany com inveja", respectivamente. O verso "Você diz que eu pego pesado com você / Demais, demais / Não vou deixá-lo ir embora / Não vou deixar / Não vou deixar" foi notado por representar uma mudança dos trabalhos anteriores da artista, apresentando um tema mais maduro e sexualmente sugestivo.
Versos rimados por Rocky são ouvidos perto do fim da canção. Suas letras são escritas a partir de uma perspectiva masculina para afirmar as intenções de Gomez, e contêm bragaddocio, palavrões e insinuações sexuais. As inclusões do rapper foram observadas por adicionar o senso de maturidade retratado pela intérprete na faixa. Dee Lockett da revista New York descreveu a música como a versão de Selena de "Partition" da compatriota Beyoncé: "um striptease no qual ela explora e aproveita sua sexualidade", ao passo em que Rob Sheffield da Rolling Stone viu "Good for You" como uma "canção de amor perturbadora e obsessiva como as de Lana [Del Rey] sobre Selena vestindo a parte para se transformar na garota de seus sonhos". Sheffield também opinou que a obra contém psicodrama reminiscente ao apresentado em "Dress" de PJ Harvey, escrevendo que "ASAP Rocky faz a participação rap, mas a música não tem nada a ver com ele ou outro cara qualquer — tudo com o que Selena se preocupa é seduzir o amante que ela vê no espelho".

## Recepção

### Crítica profissional
| Críticas profissionais | Críticas profissionais |
| Avaliações da crítica  | Avaliações da crítica  |
| Fonte                  | Avaliação              |
| ---------------------- | ---------------------- |
| Billboard              | [ 70 ]                 |

"Good for You" foi bem recebida por críticos musicais, que elogiaram sua produção e os vocais da artista e descreveram a canção como "sensual". Emilee Lindner da MTV News considerou-a "bonita" e "hipnotizante", escrevendo que esta era "a música refrescante e suculenta que nós precisávamos em meio às faixas pop açucaradas batalhando para o título de 'Canção do Verão'". Ela também destacou a voz "sedutora" de Gomez, o "estilo poético e sensual" das letras da obra e sua produção, resenhando: "Misturada com um ambiente que vai fazer você se sentir como se estivesse flutuando, há uma batida inegável guiando a canção". Nomeando o tema como a "Canção da Semana", o periodista do USA Today Ryan Carey-Mahoney disse que a intérprete trouxe fogo para a faixa e elogiou sua referência à Midas, opinando que seu "novo território desconhecido" talvez dê "uma brisa de ar fresco" para a carreira da cantora. Mark Iraheta da Pigeons & Planes viu o número como "um queimador lento". Katherine St. Asaph da revista Time viu o som triste e sombrio do single como a força de Gomez e notou que seu timbre melancólico "representa a canção mais do que qualquer som de melisma". Escrevendo para a Rolling Stone, Joe Levy sugeriu que "Good for You" e "Same Old Love" podem "esculpir um papel para [Gomez] como uma cantora pop sentimental", descrevendo-as como "temperamentais e grudentas sem ser óbvias". Em uma análise para o disco resultante, sua colega Brittany Spanos elogiou a canção como um "sucesso quebrador de moldes". Avaliando a canção negativamente, Tim Sendra do portal Allmusic sentiu a faixa como "forçada e exagerada", acrescentando que "aqui, ela [Gomez] aponta para vários tipos de maturidade, mas a música sofre no processo".
Eric Diep da publicação Complex notou que a canção mostrou "uma Selena mais madura do que em sua adolescência", com seu colega a descrevendo como sua favorita de Gomez e acrescentando: "'Good for You' entrega um dos ganchos mais grudentos da carreira musical de Selena Gomez e solidifica sua transição de estrela da Disney a uma celebridade tridimensional". Quatro editores da Billboard avaliaram a faixa. Jason Lipshutz deu três estrelas e meia de cinco totais e escreveu que "o anseio para maiores de 13 anos de Gomez e o braggadocio de Rocky nunca se alinham completamente para fazer um sentido temático"; Erin Strecker a definiu como "sensual" e "madura", opinando que a estadunidense estava "claramente pronta para tentar algo novo"; Joe Lynch disse que a obra "apresenta [a artista] parecendo uma mulher crescida (talvez pela primeira vez?)"; e Chris Martins a considerou "um testamento de Gomez tomando as rédeas de sua carreira". Redatores da página Idolator, Mike Wass e Carl Williott viram "Good for You" como o "single de reinvenção" de Gomez, com o primeiro declarando que ela parecia "quase irreconhecível" no "hino refrescantemente original" e complementando seu "equilíbrio de gêneros excepcionalmente astuto". Dave Hanratty do Drowned in Sound considerou "surpreendente" o crescimento de Gomez desde "The Heart Wants What It Wants", adjetivando "Good for You" como um "novo capítulo" para ela e a "política de terra arrasada mais sensual que você provavelmente já ouviu". Harnatty também prezou o comando vocal da artista como "nada mais do que excepcional" e concluiu: "'Good for You' se destaca simplesmente por ser uma canção pop terrivelmente construída e apresentada".
Um editor da publicação Rap-Up analisou que a intérprete "está totalmente crescida e sem medo de provar isso", ao passo em que Mikael Wood do periódico Los Angeles Times disse que os elementos hip hop da música o faziam lembrar de "We Can't Stop" da compatriota Miley Cyrus e acrescentou: "Ninguém precisa lembrar de como isso deu certo para reinventar a ex-Hannah Montana. Tragam a bola de demolição". Ambos Lewis Corner e Amy Davidson do Digital Spy observaram que o número "permite Selena de se aprofundar mais do que ela podia anteriormente, mas nós não iríamos querer que ela abandonasse completamente as músicas pop polidas". Sal Cinquemani da Slant Magazine escreveu que a abordagem da canção para um assunto mais sério incorporou uma "sofisticação recém descoberta". Rob Markman da MTV News prezou Gomez por pensar fora da caixa na canção e por sua colaboração com Rocky: "Há uma abundância de rappers que Selena poderia ter escolhido, [mas] nós estamos felizes por ela ter escolhido um que realmente pode cuspir". Emmanuel C.M. da revista XXL prezou os versos "sólidos" de Rocky e disse que sua colaboração com a vocalista foi uma decisão esperta, notando a produção "exuberante" como "um alvo direto [ao] beco [do rapper]". Alexa Tietjen do canal VH1 descreveu a canção como "bem trabalhada" e sua melodia igualmente "surpreendente" como a colaboração com o rapper". Harley Brown da Spin escreveu que "aqui, a lentidão e a simplicidade funcionam para Gomez, deixando espaço para o verso de Rocky parecer uma inclusão natural". Wass achou a participação "um pouco forçada" mas "de bom gosto (pelos padrões dele)", enquanto Dee Lockett da New York a descreveu como "preguiçosa".

### Reconhecimento
Rob Sheffield da Rolling Stone posicionou "Good for You" na 18ª colocação de sua lista de meio de ano das melhores canções lançadas até então, escrevendo que "em algum lugar, a falecida e boa Lesley Gore deve estar sorrindo". Em uma compilação semelhante na qual elaborou as 15 melhores músicas pop do mesmo período, Lindner colocou a faixa na quinta ocupação, definindo-a como "se você estivesse vadeando na água escura com apenas o brilho de uma arca de tesouro lá embaixo". Ela a considerou uma "canção pop verdadeiramente única e concluiu ser "estranha o suficiente com uma melodia sinuosa, mas ainda tem aquelas palavras repetidas que você pode cantar junto e grudá-las na sua cabeça". Incluindo a obra no sexto posto das 40 melhores de 2015, Kevin O'Donnell da Entertainment Weekly considerou-a uma "vermelhidão de indução sedutora" e a "trilha sonora definitiva de qualquer decadência tardia pós-boate". Em uma lista apresentando as 50 melhores de 2015, o redator da página Stereogum Chris DeVille colocou-a na ocupação de número 18 escreveu que a música "intensifica o arder" o som de "boa faixa" iniciado por Gomez com "The Heart Wants What It Wants".
A Billboard colocou "Good for You" na 19ª posição entre as canções de 2015 favoritas entre críticos, com um escritor opinando que ela alcançou o som com o qual Gomez estava querendo "por um bom tempo", explicando: "A voz sensual dela é uma combinação perfeita para as letras de 'venha aqui', e a batida pulsante assegura de que nós estaremos dançando ao som da canção nas boates por algum tempo". Elaborando as 50 melhores faixas do mesmo período, a Rolling Stone incluiu-a no 30º emprego; um editor adjetivou-a de "um sorriso sedutor de uma canção que não sairá de sua cabeça pelo resto da noite, ou do ano". À parte de sua inclusão em listas, o single foi indicado para Choice Summer Song dos Teen Choice Awards de 2015 e Song of the Summer nos MTV Video Music Awards do mesmo ano, perdendo respectivamente para "Worth It" do grupo feminino estadunidense Fifth Harmony e "She's Kinda Hot" da banda australiana 5 Seconds of Summer. A American Society of Composers, Authors and Publishers (ASCAP) reconheceu-a como uma das canções mais interpretadas de 2015 nos ASCAP Pop Music Awards de 2016.

## Vídeo musical

### Desenvolvimento e lançamento
Não há interesse amoroso no vídeo, ele é totalmente focado em mim. A razão pela qual eu queria que fosse desse jeito é que [o vídeo] é sobre sentir-se verdadeiramente bem consigo mesma. Eu adoro a sensualidade. Não é muito forçado. Não está [focado] na cara de todo mundo. É como quando você tem aquela sensação com alguém, quando você quer sentir-se bonita e bem. Seja  o que for, seja o que estiver no jeans e uma camisa, ou na camiseta de alguém. Apenas algo que faz você se sentir bonita e sensual.

—Gomez discutindo o conceito do vídeo.
O vídeo musical de "Good for You" foi dirigido pela cineasta britânica Sophie Muller. A cantora queria que o vídeo representasse sua jornada em tornar-se uma jovem mulher e promovesse a capacitação feminina, algo que sentiu fortemente e queria retratar de forma bruta e vulnerável. Com o trabalho, a artista queria provar que mulheres jovens não deveriam ser autoconscientes de seu apelo sexual ou serem obrigadas a usarem lingerie para se sentirem atraentes: "Eu acho que as pessoas, principalmente os homens, ficam tipo: 'Ah, lingerie é sensual. Eu acho que ser sensual como uma jovem mulher ou como uma garota é não se importar com o que as pessoas pensam, vestir coisas casuais [e] sentir-se sensual". Gomez sentiu ser importante colaborar com uma diretora como uma forma de capacitação feminina e quis que a gravação fosse especificamente sobre ela, sem nenhum interesse amoroso ou homem, para refletir o significado de auto-capacitação da canção. A intérprete mais tarde comentou que Muller "criou uma representação visual linda e íntima" da faixa e falou sobre o tema do vídeo em entrevista para a MTV News: "É muito [formado por] jeans e uma camiseta, [e] momentos onde uma mulher está pensando profundamente, ou em um momento onde ela está nessa pequena raiva louca. [O vídeo] apenas captura coisas reais que as mulheres fazem. Há várias coisas que as mulheres fazem que são sensuais e que não apenas a maneira típica e barata de ser sensual".
Gomez queria que o projeto refletisse a versão inicial de "Good for You", que era mais lenta. Como resultado, essa vertente é utilizada no vídeo, que retrabalha a edição comercialmente lançada; possui instrumentos de cordas, enfraquece os efeitos sonoros da edição divulgada e também omite os versos de Rocky. Notada por conter um ritmo mais lento, essa versão é 30 segundos mais curta; o rapper também não participa do vídeo. Emilee Lindner da MTV News descreveu a nova versão como "ligeiramente melancólica". A intérprete criou expectativa para o lançamento do vídeo, divulgando diversas prévias em seu Instagram. Ela postou uma foto de si mesma em um chuveiro em 10 de junho de 2015, legendando: "Pronto... Está chegando". A Billboard analisou que poderia ser uma prévia para um vídeo musical, escrevendo que "a luz intensa sugere que não é uma selfie sincera". Ela postou uma imagem borrada de uma tela de televisão dois dias depois na mesma rede social, legendada com a pergunta "Quem gostaria de dar a primeira olhada no meu novo vídeo musical?". Outra foto do vídeo foi divulgada em 18 de junho e, em 22 do mesmo mês, uma prévia de 33 segundos foi compartilhada; ela mostra a vocalista deitada no chão e em um sofá, onde interpreta parte da canção. O produto final foi lançado em telas da Times Square em 26 de junho, sendo posteriormente divulgado na plataforma de vídeos Vevo, e foi disponibilizado para compra na iTunes Store no dia seguinte.

### Sinopse

O vídeo de "Good for You" é predominantemente composto por cenas nas quais Gomez posa em diversos locais, como retratado na imagem acima, onde ela pode ser vista deitada em sofá olhando para a câmera

O vídeo musical de "Good for You" contém uma premissa restrita, discreta e simples; foi filmado em uma cenário básico e é focado somente na artista. Lindner resumiu-o como "três minutos completos da cara de Selena". Possuindo um tema minimalista com água, a gravação também usa imagens sexuais, contém várias insinuações do tipo e apresenta Gomez fazendo diversas poses provocantes. Wendy Geller do Yahoo! disse que tais poses eram "para maiores de 13 anos, mas ainda têm uma sensação extremamente atrevida por não mostrar nada abertamente". Embora a canção contenha a letra "Fazer um penteado bem bonito", a cantora escolheu utilizar um penteado natural ao longo do trabalho. Ela está aparentemente sem sutiã e com cabelos ondulados, e usa mínima maquiagem. A vocalista muda de roupa várias vezes ao longo do vídeo; Casey Lewis da Teen Vogue escreveu que seus figurinos estavam "cada vez mais discretos do que indiscretos".
O trabalho começa com Gomez vista deitada sedutoramente em um sofá de veludo brilhante de cor verde-limão, usando um vestido longo frouxamente amarrado de cor rosa fuchsia e estampado com lavandas; ela expressa uma olhar triste e está aparentemente esperando a chegada de seu parceiro. O vídeo, em seguida, alterna-se entre sequências nas quais ela se contorce em um piso de madeira vestindo uma camiseta branca e um jeans rasgado. Quando o refrão começa, a cantora se despe e toma banho em câmera lenta; embora a musicista não esteja explicitamente nua, a cena se foca em sua cabeça e ombros. Gomez é posteriormente retratada elevando-se sobre uma câmera em um armazém, antes de a gravação retornar às cenas em que ela está no chão e expressando seu anseio interior. Na segunda estrofe, a estadunidense é vista com cabelos molhados, sentada em um banco de bar usando uma camisa branca molhada — uma tomada reminiscente à capa do single. Em seguida, a gravação se alterna entre uma sequência na qual Selena se mexe em um sofá de couro à moda antiga usando um vestido de seda. Ao longo do vídeo, ela é vista cantando para a câmera e fazendo frequente contato direto com o espectador, e aparentemente perdida em pensamentos profundos.

### Recepção
Apesar de o vídeo ser densamente romântico, toques de sarcasmo podem ser vistos a partir dos múltiplos olhares de Gomez diretamente para as lentes da câmera. (...) Gomez deu a seus fãs o que eles estavam pedindo — um vídeo criativo e centrado em Selena que toca todos os corações certos.

—Análise publicada por Marilyn Malara da United Press International.
Dentro de uma semana, o vídeo musical registrou 17 milhões de visualizações no YouTube, obtendo mais de 70 milhões de visualizações em menos de um mês. De acordo com Gary Trust da Billboard, a sua estreia ajudou a canção a estrear na 27ª posição da tabela Streaming Songs, contribuindo os 4,5 milhões de streams registrados em sua primeira semana nos Estados Unidos. Alguns críticos o compararam com os trabalhos audiovisuais de Lana Del Rey, com Dee Lockett da New York escrevendo que Gomez estava "fazendo sua melhor imitação de Lana Del Rey".
Vários editores notaram que o vídeo manifestou o crescimento da imagem artística de Gomez. Geller escreveu: "Se alguma vez houve dúvidas de que Selena Gomez saiu de suas raízes da Disney, [o vídeo musical] deve dissipá-los rapidamente". Semelhantemente, Allison Courneau da revista Us Weekly disse que a cantora mostrou "um lado decididamente mais adulto" e provou estar "longe da princesa da Disney que nós conhecíamos". Dennis Hinzmann da Out avaliou que o visual mostrou uma continuação de Gomez redefinindo-se como uma artista. Outros críticos analisaram que o trabalho silenciou o discurso de ódio recebidos recentemente pela cantora, notando uma mensagem subjacente em sua premissa. Cydney Eckert da publicação Cosmopolitan escreveu: "Enquanto o vídeo revela uma lado mais sensual da cantora que nós não vimos de verdade desde Spring Breakers, ele também mostra a mesma confiança que permite Selena de continuar em pé em meio aos espalhadores de ódio". Esta opinião foi partilhada por Corneau, que disse que o projeto era "sem dúvidas parte do plano [de Gomez] de silenciar os espalhadores de ódio e viver a vida em seus próprios termos".
A aparência e a retratação de Gomez foram destacadas por alguns resenhistas. Um editor da Rap-Up adjetivou o vídeo como o "mais íntimo" da cantora até então, enquanto Carl Williott do portal Idolator o chamou de "discreto". Alyssa Bailey da revista Elle escreveu que a gravação era "basicamente uma instrução de como ser bonita" e provou ter "poder em vulnerabilidade". Lewis avaliou: "Mas se ela quiser estar bonita para nós, ela certamente consegue. (...) Na verdade, estar bonita é um eufemismo [para a artista]". De acordo com Geller, a estadunidense envolveu-se na intimidade do projeto tanto quanto Muller, e seu papel foi "bem desempenhado". Ela elogiou o visual como "uma obra-prima de sugestão", analisando que embora a cena do chuveiro fosse "para maiores de 13 anos", ainda estava "sensual o suficiente para fazer a língua de qualquer fã respeitável sair para fora". Francesca Bacardi do E! Online escreveu que Gomez deveria escolher permanentemente seu estilo natural "absolutamente maravilhoso" mostrado no vídeo.
A representação da obra no vídeo e a exclusão de Rocky também foram bem recebidas. Morgan Peterson da Harper's Bazaar disse que a gravação apresenta Gomez "sincronizando seu novo e sensual som", enquanto a MTV UK escreveu que "mantém-se fiel ao tema intenso da canção". Lockett avaliou que o projeto reintegrou o tema de "excitante striptease" da música e que a ausência do rapper era a melhor parte do vídeo, "assim, todos os olhos estão virado para Selena. De fato, não deixa você ir embora". O elogio de Lockett para a exclusão de Rocky foi repetido por Jason Lipshutz da Billboard e Marjua Esteves da publicação Vibe, que analisaram a ausência como uma ajuda para a premissa, em termos conceituais. Em uma análise menos positiva, Yasmeen Gharnit da revista Nylon escreveu: "Enquanto não há nenhuma forma exata para como as estrelas da Disney se transformam em adultas de pleno direito, parece que isso sempre envolve água e um vídeo cheio de insinuações sexuais". Ela também resenhou que o visual "parece ser igualmente forçado e imaginativo", e que isso distrai da representação despojada da faixa.

### Versão alternativa
Um vídeo musical alternativo de "Good for You" foi lançado em 19 de agosto de 2015 e apresenta a versão original da canção, com a adição de versos explícitos de Rocky. O novo trabalho, também dirigido por Muller, mantém as cenas de Gomez da vertente original, acrescentando tomadas inéditas com a cantora e com o rapper rimando seus versos na frente de visuais mais dinâmicos; tais visuais incluem imagens de cenas da natureza, um carro em chamas, luzes estroboscópicas e máquinas de fumaça. Eles não contracenam em nenhuma sequência, mas as partes de Rocky apresentam grandes imagens da artista projetadas ao fundo. Algumas de suas cenas são incluídas na primeira metade do vídeo, com sua sombra aparecendo em algumas das tomadas de Gomez.
A nova versão também foi bem recebida, com Lewis adjetivando-a de "muito mais chamativa e um pouco mais ousada do que a primeira". Paul Thompson da revista XXL escreveu que o vídeo possui "basicamente tudo que você precisa para se lembrar da era em que as gravadoras investiam dinheiro de verdade nos vídeos". Bianca Gracie do portal Idolator avaliou que as cenas de Rocky tornaram o trabalho "alucinante". Para Eliza Thompson da Cosmopolitan, a nova edição estava "extremamente bem vestida" e "valiosa de se assistir", e tinha "100% mais estilo". Camille Augustin da Vibe opinou que a produção levou a "personalidade de garoto bonito [de Rocky] a novos patamares".

## Divulgação
Mínima divulgação foi feita para "Good for You"; a Interscope, em vez de agendar várias apresentações em programas televisivos, decidiu focar-se em entrevistas para rádios. A primeira apresentação ao vivo de "Good for You" ocorreu durante um concerto realizado no Staples Center, em Los Angeles no dia 27 de agosto de 2015 como parte da turnê The 1989 World Tour da compatriota Taylor Swift. Ela foi uma das várias convidadas da digressão. Em 16 de setembro, a artista organizou um evento denominado "Revival Event", em promoção do álbum, que estava em fase de lançamento, no qual um grupo de oitocentos fãs assistiu à cantora interpretando "Same Old Love" pela primeira vez e "Good for You". Durante o mesmo, ocorrido no The Palace Theatre, também em Los Angeles, ela ainda revelou uma prévia do vídeo da primeira e anunciou que os admiradores que compareceram iriam participar da produção. Além disso, mostrou um pedaço de "Revival", a faixa-título do CD. Ainda sem nenhuma performance na televisão estadunidense, Selena iniciou a difusão do single na Europa em 25 de setembro, quando a cantou em conjunto com "Rude" da banda canadense Magic! no Live Lounge da BBC Radio 1. Quatro dias depois, esteve no talk show francês Le Grand Journal, onde também se apresentou com a faixa.
No dia 12 de outubro, Gomez apareceu no matinal Today, transmitido ao vivo do Rockefeller Center, Nova Iorque, a fim de divulgar Revival. A cantora abriu o show com uma interpretação da música iniciada em um pequeno cenário no meio do público, e posteriormente subiu ao palco principal para cantar "Same Old Love" e uma mistura de "Me & the Rhythm" e "Come & Get It", primeiro single de seu álbum de estreia em carreira solo, Stars Dance (2013). Em 23 de janeiro de 2016, juntamente com Chris Stapleton, a estadunidense serviu como convidada musical do programa humorístico Saturday Night Live, apresentado pela lutadora Ronda Rousey; na ocasião, ela interpretou uma mistura formada por "Same Old Love" e "Good for You", executando também um trecho de "Come & Get It" e fazendo a primeira performance ao vivo de "Hands to Myself". A obra também faz parte do repertório da Revival Tour, que teve seu início em 6 de maio de 2016.

## Faixas e formatos
Quatro versões de "Good for You" foram disponibilizadas, todas em download digital. A primeira delas apresenta apenas a edição limpa da canção, sem as palavras de baixo calão. A vertente explícita foi posteriormente lançada, seguida por um conjunto de três remixes feitos por Nebrra Remix, Yellow Claw & Cesqeaux e KASBO. Um quarto remix, produzido por Phantoms, foi comercializado em uma edição digital separada.
| Download digital (primeira versão) |                                                |         |  |
| N.º                                | Título                                         | Duração |  |
| 1.                                 | "Good for You" (versão limpa) (com ASAP Rocky) | 3:41    |  |

| Download digital (segunda versão) |                                                    |         |  |
| N.º                               | Título                                             | Duração |  |
| 1.                                | "Good for You" (versão explícita) (com ASAP Rocky) | 3:41    |  |

| Conjunto digital de remixes |                                                                |         |  |
| N.º                         | Título                                                         | Duração |  |
| 1.                          | "Good for You" (com ASAP Rocky) (Nebbra Remix)                 | 4:01    |  |
| 2.                          | "Good for You" (com ASAP Rocky) (Yellow Claw & Cesqeaux Remix) | 3:01    |  |
| 3.                          | "Good for You" (com ASAP Rocky) (KASBO Remix)                  | 3:41    |  |

| Download digital (Phantoms Remix) |                                                  |         |  |
| N.º                               | Título                                           | Duração |  |
| 1.                                | "Good for You" (com ASAP Rocky) (Phantoms Remix) | 4:07    |  |

## Créditos
Todo o processo de elaboração de "Good for You" atribui os seguintes créditos:
Gravação
- Vocais de Selena gravados nos Interscope Studios (Santa Mônica, Califórnia)
- Vocais de ASAP Rocky gravados nos Downtown Studios (Nova Iorque)
- Produção vocal de Selena feita nos Interscope Studios (Santa Mônica, Califórnia)
- Produção vocal de ASAP Rocky feita nos Downtown Studios (Nova Iorque)
- Engenharia feita nos Interscope Studios (Santa Mônica, Califórnia)
- Mixada nos Mirrorball Studios (North Hollywood, Califórnia)
- Masterizada nos Sterling Sound (Nova Iorque)

Publicação
- Publicada pelas seguintes empresas: Screaming Beauty Music/Bok Music (BMI), Justin's School for Girls e Warner-Tamerlane Publishing Corporation (BMI)
- Direitos administrados pela Warner-Tamerlane Publishing Corporation (BMI) e pela Maxwell and Carter Global Publishing (BMI)
- Direitos pertencentes às empresas: Maxwell and Carter Global Publishing (BMI), Nolan Lambroza (BMI), ASAP Rocky Music Publishing LLC/Sony/ATV Music Publishing (BMI), Clockworklabs Music (BMI), Reach Music Songs (BMI) e Good Fellowship Publishing (ASCAP)
- A participação de Rocky é uma cortesia da Polo Ground Music e da RCA Records

Produção
| - Selena Gomez: composição, vocalista principal - ASAP Rocky: composição, vocalista participante, co-produção - Julia Michaels: composição - Justin Tranter: composição - Nick Monson: composição, produção - Nolan Lambroza: composição, produção - Hector Delgado: composição, co-produção, produção vocal (Rocky), gravação e mixagem de vocais (Rocky) | - Dreamlab: produção vocal (Gomez) - Rob Ellmore: gravação e engenharia de vocais (Gomez) - Juan Carlos Torrado: assistência de gravação e engenharia de vocais (Gomez) - J.B. Saboia: assistência de gravação e engenharia de vocais (Rocky) - Leah Haywood: vocalista de apoio - Tony Maserat: mixagem - Tyler Scott: assistência de mixagem - Chris Gehringer: masterização |

## Desempenho nas tabelas musicais

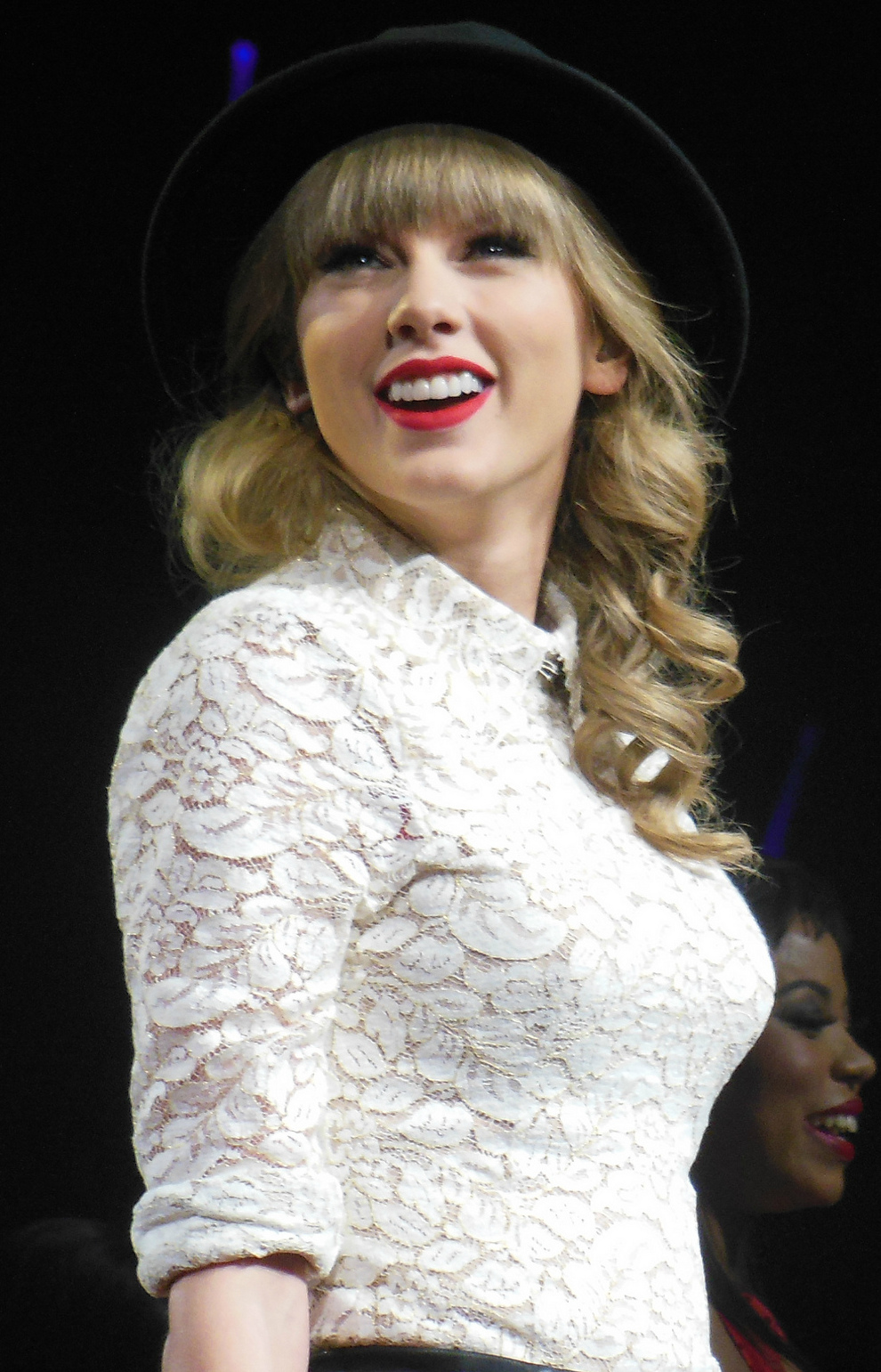
"Good for You" tornou-se a primeira música de uma cantora a debutar nas dez melhores posições da Billboard Hot 100 e na liderança da Digital Songs desde que "Shake It Off" e "Blank Space", ambas de Taylor Swift (imagem), conseguiram os respectivos feitos em 2014.

Nos Estados Unidos, "Good for You" estreou na nona posição da Billboard Hot 100 na semana referente a 11 de julho de 2015. Com isso, tornou-se a maior estreia de Gomez na tabela, e o seu terceiro single a chegar às dez melhores colocações, juntamente com "The Heart Wants What It Wants" (2014)  e "Come & Get It" (2013), que tiveram como pico o número seis. Tal feito tornou-lhe a segunda faixa a estrear nas dez primeiras colocações da parada em 2015, depois de "Sugar" da banda compatriota Maroon 5, que registrou entrada na oitava posição em janeiro. Foi ainda a primeira composição de uma cantora a entrar nas dez melhores desde "Shake It Off" de Taylor Swift que debutou no topo em setembro do ano anterior. Simultaneamente, a música estreou na liderança da Digital Songs, tabela que compila as músicas mais vendidas digitalmente, com 179 mil downloads comprados. Desta forma, tanto Gomez quanto Rocky conseguiram seu primeiro número um na compilação, sendo que ela também se tornou a primeira cantora estreando no cume do periódico desde Swift em novembro de 2014 com "Blank Space". Semanas depois da entrada, a canção chegou à sexta colocação, mesmo sem qualquer divulgação. Depois de descer para a sétima, "Good for You" se recuperou e chegou à quinta posição, a sua melhor, tornando-se assim a primeira obra de ambos os artistas a conquistar as cinco primeiras do gráfico. Estreou ainda na posição 27 da Streaming Songs, que lista as faixas com maior número de streaming, e na 21 da Pop Songs, tabela destinada às obras de pop.
Mais tarde, chegou aos dez melhores números dessas paradas e de outras da Billboard, como a Radio Songs, que mede a execução nas rádios, na qual teve como pico o quarto lugar, o segundo maior já conquistado por Gomez. Pouco depois, "Good for You" viria a encabeçar a Pop Songs, convertendo-se no primeiro número um de ambos os artistas na lista. Também foi a primeira vez que Rocky teve uma canção sua nessa tabela, embora Gomez tenha conseguido a vice-liderança com "Come & Get It". Foi posteriormente certificada com um disco de platina tripla pela Recording Industry Association of America (RIAA) devido às vendas equivalentes de três milhões de cópias nos Estados Unidos, comercializando 1,6 milhões de unidades digitais no território até maio de 2017, de acordo com a Nielsen Music, sendo a quinta música mais vendida da intérprete no país, contando com seus trabalhos com a banda The Scene. Segundo a Billboard, é o maior sucesso de Gomez na Billboard Hot 100.
| “                                                                              | Como artista, você nunca sabe como as pessoas responderão a algo que você criou e isso é muito pessoal para você. Eu não posso agradecer o suficiente a todas as rádios e aos meus fãs por me apoiarem e se juntarem a mim neste novo capítulo. | ” |
| — Declaração de Gomez sobre a ascensão de "Good for You" ao topo da Pop Songs. | |   |

No Canadá, "Good for You" entrou na nona posição da Canadian Hot 100 e atingiu a oitava como melhor. A Music Canada certificou-a como platina dupla por 160 mil cópias vendidas. Na Europa, a faixa experimentou sucesso semelhante, obtendo a 16ª colocação como pico na Euro Digital Songs. Conseguiu chegar nas dez melhores na Grécia — onde culminou na Greece Digital Songs —, na Noruega e na Espanha, atingindo a nona colocação em ambas; nesta última, recebeu um certificado de ouro da Productores de Música de España (PROMUSICAE) devido aos 60 mil exemplares comprados. Em outros países do continente também obteve bom desempenho; na Dinamarca, chegou ao número 11 como melhor e recebeu um disco de ouro da IFPI Dinamarca pelas mais de 60 mil réplicas distribuídas; na Suécia, por outro lado, foi condecorada com platina dupla por 80 mil exemplares comprados e ocupou o posto 24 da lista. Na compilação italiana, chegou até a posição 26, sendo a primeira entrada de Gomez como artista principal  na parada oficial; anteriormente, "I Want You to Know", na qual era artista convidada e o líder era Zedd, chegou à 49ª. Além disso, a Federazione Industria Musicale Italiana (FIMI) certificou-a como disco de platina por 25 mil cópias vendidas pela Itália. No Reino Unido, uma previsão de meio-de-semana divulgada pela The Official Charts Company (OCC) colocou "Good for You" na 39ª posição. Estreou no 47º posto com 9 mil e 679 unidades, vindo a atingir a 23ª como melhor e recebendo uma certificação de prata da British Phonographic Industry (BPI) pelas 200 mil unidades vendidas. Na Oceania, superou "Come & Get It", que era o single mais popular da carreira de Gomez. Com pico na décima colocação na Austrália, a canção foi a sua primeira a chegar às dez mais no país, e conquistou disco de platina dupla por 140 mil cópias obtidas, além de ter atingindo a vice-liderança na tabela urbana. Contudo, igualou o desempenho da supracitada na Nova Zelândia ao ter como melhor ocupação a 14, e ser certificada como ouro.
| Tabela musical (2015)                                  | Melhor posição |
| ------------------------------------------------------ | -------------- |
| Alemanha (Media Control Charts)                        | 29             |
| Austrália (ARIA Charts)                                | 10             |
| Austrália (ARIA Urban Singles Chart)                   | 2              |
| Áustria (Ö3 Austria Top 40)                            | 27             |
| Bélgica (Ultratop 50 de Flandres)                      | 25             |
| Bélgica (Ultratop 40 da Valônia)                       | 27             |
| Canadá (Canadian Hot 100)                              | 8              |
| Dinamarca (Tracklisten)                                | 11             |
| Escócia (The Official Charts Company)                  | 17             |
| Eslováquia (IFPI Slovenská Republika)                  | 24             |
| Espanha (Productores de Música de España)              | 9              |
| Estados Unidos (Billboard Hot 100)                     | 5              |
| Estados Unidos (Pop Songs)                             | 1              |
| Estados Unidos (Adult Pop Songs)                       | 24             |
| Estados Unidos (Hot Dance Club Songs)                  | 44             |
| Finlândia (IFPI Finlândia)                             | 20             |
| França (Syndicat National de l'Édition Phonographique) | 14             |
| Grécia (Greece Digital Songs)                          | 1              |
| Hungria (Magyar Hanglemezkiadók Szövetsége)            | 24             |
| Irlanda (Irish Recorded Music Association)             | 26             |
| Itália (Federazione Industria Musicale Italiana)       | 26             |
| Líbano (The Official Lebanese Top 20)                  | 8              |
| Luxemburgo (Luxembourg Digital Songs)                  | 9              |
| Noruega (VG-lista)                                     | 9              |
| Nova Zelândia (NZ Top 40 Singles)                      | 14             |
| Países Baixos (MegaCharts)                             | 45             |
| Reino Unido (UK Singles Chart)                         | 23             |
| Chéquia (IFPI Česká Republika)                         | 29             |
| Suécia (Sverigetopplistan)                             | 24             |
| Suíça (Schweizer Hitparade)                            | 25             |
| União Europeia (Euro Digital Songs)                    | 16             |

| Tabela musical (2015)                | Posição |
| ------------------------------------ | ------- |
| Alemanha (Media Control Charts)      | 109     |
| Austrália (ARIA Charts)              | 51      |
| Austrália (ARIA Urban Singles Chart) | 10      |
| Canadá (Canadian Hot 100)            | 30      |
| Dinamarca (Tracklisten)              | 42      |
| Estados Unidos (Billboard Hot 100)   | 27      |
| Estados Unidos (Pop Songs)           | 13      |
| Suécia (Sverigetopplistan)           | 79      |
| Suíça (Schweizer Hitparade)          | 62      |

| País (Empresa)             | Certificação |
| -------------------------- | ------------ |
| Austrália (ARIA)           | 2× Platina   |
| Canadá (Music Canada)      | 2× Platina   |
| Dinamarca (IFPI Dinamarca) | Platina      |
| Espanha (PROMUSICAE)       | Ouro         |
| Estados Unidos (RIAA)      | 3× Platina   |
| Itália (FIMI)              | Platina      |
| México (AMPROFON)          | Ouro         |
| Nova Zelândia (RMNZ)       | Ouro         |
| Polônia (ZPAV)             | Platina      |
| Reino Unido (BPI)          | Prata        |
| Suécia (GLF)               | 2× Platina   |

## Histórico de lançamento
| País           | Data                  | Formato(s)                          | Gravadora  |
| -------------- | --------------------- | ----------------------------------- | ---------- |
| Alemanha       | 22 de junho de 2015   | Download digital (versão limpa)     | Universal  |
| Canadá         | 22 de junho de 2015   | Download digital (versão limpa)     | Interscope |
| Espanha        | 22 de junho de 2015   | Download digital (versão limpa)     | Universal  |
| Estados Unidos | 22 de junho de 2015   | Download digital (versão limpa)     | Interscope |
| França         | 22 de junho de 2015   | Download digital (versão limpa)     | Polydor    |
| Reino Unido    | 22 de junho de 2015   | Download digital (versão limpa)     | Polydor    |
| Estados Unidos | 23 de junho de 2015   | Rádios mainstream                   | Interscope |
| Estados Unidos | 7 de julho de 2015    | Rádios rhythmic                     | Interscope |
| Itália         | 17 de julho de 2015   | Rádios mainstream                   | Universal  |
| Canadá         | 19 de agosto de 2015  | Download digital (versão explícita) | Interscope |
| Espanha        | 19 de agosto de 2015  | Download digital (versão explícita) | Universal  |
| Estados Unidos | 19 de agosto de 2015  | Download digital (versão explícita) | Interscope |
| França         | 19 de agosto de 2015  | Download digital (versão explícita) | Polydor    |
| Estados Unidos | 4 de setembro de 2015 | Conjunto de remixes                 | Interscope |
| Estados Unidos | 23 de outubro de 2015 | Download digital (Phanthoms Remix)  | Interscope |